# Balkanika Music Television
Balkanika Music Television este un post de televiziune din Bulgaria care transmite muzică și hituri contemporane din toate țările balcanice. La începutul anului 2009, canalul a început să transmită în format HD.

## Legături externe
- Site oficial Arhivat în 22 mai 2011, la Wayback Machine.